# 世界教会協議会
世界教会協議会（せかいきょうかいきょうぎかい、英語:The World Council of Churches 、略:WCC）は、世界的なエキュメニカル組織である。スイスのジュネーヴを本拠地に、120か国以上からの340を超える教会と教派の会員が所属している。

## 歴史
1910年のエディンバラ宣教会議を含む、19世紀後半から20世紀初頭のエキュメニカル運動の成功により、1937年、教会指導者たちは、世界教会協議会の設立に合意した。
その公式な設立は、第二次世界大戦の勃発により、1948年8月23日まで延期された。

## 会員
WCCの会員には、多数のプロテスタント、ほとんどの正教会、東方諸教会、アングリカン・コミュニオン（聖公会）、いくつかのバプテスト教会、ルター派世界連盟に加盟するルター派教会(保守的なルター派教会はWCC非加盟)、メソジスト、改革派教会、カリスマ運動、復古カトリック教会が含まれる。
最も大きなキリスト教の教派の一つであるローマ・カトリック教会はWCCの正式なメンバーではないが、30年以上密接な関係にあり、すべての会議にオブザーバーを派遣してきた。キリスト教会組織の一致を促進するバチカンは、12人を委員会の正式の委員に任命している。
他にも、正式メンバーではないがオブザーバーとして参加する主な教会に、セブンスデー・アドベンチスト教会などがある。